# 北海道炭礦鐵道
北海道炭矿铁道 （日语：／／ Hokkaidōtankō tetsudō）是一家曾经在日本北海道运营铁路线的私營鐵路公司。北海道炭矿铁道于1889年获得营业许可，接收官营幌内铁道运营的手宮～幾春別间的铁路线，并进行一系列建设，起到了将铁路沿线生产的煤炭运输到港口的作用。根据1906年颁布的铁路国有化法，该公司拥有的铁路线于同年10月1日被收购国有化，但公司本身以北海道炭矿汽船名义继续存在，经营煤矿开采事业。

## 历史
手宫～幌内间的铁路线最初由官营幌内铁道运营，但由于经营不善，1886年工部省将其移交北海道厅，而北海道厅又在1889年移交私鐵北海道炭矿铁道。1891年岩见泽 - 砂川 - 歌志内路段开通，1892年开通砂川 - 空知太、岩见泽 - 室蘭、追分 - 夕張区间，1897年开通輪西 - 室蘭。1898年砂川 - 空知太区间租与北海道官設鐵道。1906年在日俄戰爭衝擊下，鐵道國有化的呼聲提高，同年《鐵道國有法》頒布，北海道炭礦鐵道被列入其中，并在1906年10月1日收歸國有。

## 路线
- 室兰 - 岩见泽 - 手宮：现在的函馆本线、室兰本线的一部分和手宫线。
- 岩见泽 - 砂川 - 歌志内：现在函馆本线的一部分和歌志内线。
- 砂川 - 空知太：现在函馆本线的一部分。
- 岩见泽 - 幾春別、幌内太 - 幌内：后来的幌内线。
- 追分 -  夕张：现在石勝線的一部分。